# Jason Denayer
Jason Grégory Marianne Denayer (ur. 28 czerwca 1995 w Jette) – belgijski piłkarz kongijskiego pochodzenia, występujący na pozycji obrońcy w saudyjskim klubie Al-Fateh SC oraz w reprezentacji Belgii. Wychowanek Anderlechtu, w swojej karierze grał także w takich zespołach jak Manchester City, Celtic F.C., Sunderland, Galatasaray SK, Olympique Lyon oraz Shabab Al-Ahli Dubaj.

## Życie prywatne
Jego ojciec jest Belgiem a matka Kongijką.